# Bhaskar
Bhaskar Achkar Peres Petrillo (Goiânia, 26 de agosto de 1991) é um DJ e produtor musical brasileiro de música eletrônica. Seus pais são filhos do psy trance no país, criando um dos festivais mais famosos do país, Universo Paralello. Ele acompanhava as apresentações de seus pais ao lado de seu irmão gêmeo Alok, que depois decidiram formar o projeto ao vivo de trance Lógica. Em 2015, ele formou com Priscilla o projeto de techno Second (2012) e Blue Rose (2015). Em março de 2016 ele anunciou em seu Facebook oficial um teaser sobre seu novo trabalho solo voltado para o techno.

## Biografia
Bhaskar Achkar Peres Petrillo nasceu na cidade de Goiânia, Goiás, em 26 de agosto de 1991. Filho de Ekanta Jake Peres e Juarez Achkar Petrillo, ambos DJ's conhecidos como Ekanta e Swarup, respectivamente, eles foram casados até sua infância. Possui uma irmã chamada Jaya Petrillo, filha do segundo casamento de seu pai com Camilla Mota. Seus pais foram os pioneiros do psy trance no país e idealizadores do Universo Paralello, festival de música eletrônica anual da praia de Pratigi, na Bahia. Possui origens italianas, libanesas e portuguesas.
Ele morou até os cinco anos de idade em Brasília, logo depois mudou-se para Amsterdã, Holanda com sua mãe e seu irmão, onde ela trabalhava como faxineira em uma boate. Nessa época, eles moravam em um prédio invadido por famílias, e que muitas vezes sua mãe não tinha com quem os deixar, e os levava para as danceterias. Ainda, seus pais nunca deixaram de trabalhar por causa dos filhos, sempre os irmãos alternavam entre os pais, acompanhando os dois. Petrillo com 9 anos se mudou para Alto Paraíso de Goiás, Goiás onde ficou até os 12 anos. Já na sua adolescência, se radicou em Águas Claras, Distrito Federal.

## Carreira

### Primeiros anos
Aos 10 anos começou a aprender a tocar, brincando de música com seu irmão gêmeo bivitelino Alok Petrillo. Em 2004, ele e seu irmão frequentavam o estúdio de ensaio da banda de seu pai Swarup, em que tocavam bateria de panela. Segundo Ekanta, eles ficaram interessados em como os remixes eram feitos e com a ajuda dos DJ's Zumbi e Pedrão, amigos da família, ensinaram os irmãos a mixar as músicas, e cada um aprendeu uma especialidade, um no teclado e o outro na guitarra. Logo depois, Dick Trevor, instalou o programa de edição de música Logic Pro no computador de Swarup, fazendo com que os irmãos se aproximassem ainda mais da produção de músicas.

### 2004: Lógica e primeiras apresentações
Ele e seu irmão, com 12 anos, começaram a trabalhar profissionalmente com o projeto Lógica. Sua primeira apresentação foi no Psycholand, em Brasília com público de cerca de 800 pessoas, ele lembra que foi pago cerca de R$ 150 de cachê. Em 2004, eles se apresentaram no seu primeiro Universo Paralelo. Com 15 anos eles começaram a produzir suas próprias músicas, e aos 17 anos eles visitaram cerca de 19 países com a turnê.
A primeira faixa da dupla Alok & Bhaskar, foi lançada pela Holophonic Rec com participação do grupo britânico de eletrônica Cosmosis. "Good News", "Space" e "Influences" foram lançadas pela dupla, além de uma música com Burn in Noise, sua principal influência.
Como seu projeto ao vivo, Lógica, eles conseguiram contrato com a gravadora independente Vagalume Records e Liquid Records, lançando o álbum autoral Level Feature Rights, além de mais 4 EP's. Foram lançadas as músicas, "Bubble Brain", "Lola" (vs. Swarup), "Hey", "Sometimes" (vs. Zumbi), além do remix de "Hey Boy Hey Girl", do Chemical Brothers.

### 2016: Carreira solo
Seu primeiro single, "Feeling So High" com Sevenn e Blue Rose foi lançado em 22 de março de 2016 e foi selecionada como trilha de uma ação promocional do Tomorrowland Brasil pela Skol Beats dias depois. Em outubro de 2016 ele anunciou que iria disponibilizar a faixa "Fuego" com Alok de forma gratuita no SoundCloud, portanto ela foi tocada depois em seu set de turnê na Europa, sendo lançada posteriormente pela Spinnin' Records.

## Discografia

### Singles
Como artista principal
- 2016: "Feeling So High" - Sevenn, Blue Rose & Bhaskar
- 2016: "Fire" - Bhaskar
- 2016: "Say It Loud" - Bhaskar
- 2016: "The Idea" - Bhaskar & Gaba Kamer & Brugger
- 2016: "Set Me Free" - Vinne, Bhaskar[19]
- 2016: "The Hook" - Bhaskar
- 2017: "Set It Out" - Bhaskar & Simonetti
- 2017: "Fuego" - Alok & Bhaskar
- 2017: "Infinito Particular" (Bhaskar Remix) - SILVA
- 2017: "This City" - Alok & Bhaskar
- 2017: "Tam Tam" - Bhaskar & Sevenn
- 2017: "Memories of You - Bhaskar com participação de Yves Paquet
- 2017: "Magic" - Bhaskar & Skullwell com participação de Yness
- 2017: "Cold Heart" - Bhaskar & Gabriel Boni com participação de Layna
- 2017: "Only You" - Bhaskar & Ilusionize
- 2018: "Lose Control"
- 2018: "Hold On" - Bhaskar & Shapeless com participação de Kinder
- 2018: "Bella Ciao" - Alok, Bhaskar & Jetlag Music com participação de André Sarate
- 2018: "Leve Como a Alma"
- 2018: "Put Your Number" com participação de Kohen
- 2018: "Manhã de Sol" com participação de 3030
- 2018: "Abraço Forte" com participação de Hungria Hip Hop
- 2018: "Lovin' You" com participação de Alternative Kasual, Lowderz, Enkode
- 2018: "Bassline" com participação de Religare
- 2019: "Rascunho" com participação de 3030 e Dubdogz
- 2019: "Tempus" com participação de Pontifexx e Otis Parker
- 2019: "Surreal" com participação de MOJJO e Vitório
- 2019: "Make Me Feel"
- 2019: "Vicious" com participação de Kiko Franco e Isadora
- 2019: "All Again" com participação de Enkode

Como artista convidado
- 2016: "Hit That" - Behind-U & Bhaskar

### Remixes
- 2016: "Isis Castle (Bhaskar Remix)" - Dazzo[20]
- 2016: "Ayo (Azealia Banks - 212 Mashup)" - Bhaskar
- 2016: "Infinity (Bhaskar & Dubdogz Remake)" - Infinity Ink[21]
- 2016: "I Want You" - Bhaskar & Gaba Kamer
- 2016: "Rock U (Bhaskar Remix)" - VINNE, Malik Mustache & N.E.O.N
- 2016: "Enjoy It (Bhaskar & Doozie Remix)" - Daavar & Zeppeliin feat. Dressel[22]
- 2016: "A House (Bhaskar, Voltech & Gabre Remix)" - Joris Voorn
- 2016: "Like It (Bhaskar Remix)" - Cat Dealers & JRDN
- 2016: "Body Language (Cat Dealers & Bhaskar Remake)" - Booka Shade & M.A.N.D.Y
- 2017: "Your Body (Bhaskar Remix)" - Cat Dealers
- 2017: "Dreaming" - Dubdogz & Bhaskar